# Konwencja kopenhaska
Konwencja kopenhaska (traktat o wykupie/zniesieniu ceł sundzkich, traktat sundzki) – umowa międzynarodowa z 14 marca 1857 dotycząca swobody żeglugi przez cieśniny bałtyckie pomiędzy Danią z jednej strony a Austrią, Belgią, Francją, Wielką Brytanią, Hanowerem, Meklemburgią, Oldenburgiem, Niderlandami, Prusami, Rosją, Szwecją i Norwegią oraz miastami Hanzy – z drugiej, podpisana w Kopenhadze. 
Według postanowień traktatu Dania zrezygnowała z pobierania jakichkolwiek opłat od statków i ładunków, a także zobowiązała się do niezatrzymywania i niewystawiania na jakiekolwiek przeszkody statków przepływających przez cieśniny. W zamian zgodziła się otrzymać kwotę wypłaconą ratami przez pozostałe strony. Traktat kopenhaski został potwierdzony przez traktat wersalski (1919) w art. 282.